# Brothers (film, 2004)
Pour les articles homonymes, voir Brothers.
Pour plus de détails, voir Fiche technique et Distribution.
Brothers (Brødre) est un film danois réalisé par Susanne Bier, sorti en 2004.

## Synopsis
Michael a une vie rêvée, une carrière militaire prometteuse, une superbe épouse et deux magnifiques filles.
Son jeune frère, Jannik est un petit voyou, un hors-la-loi.
Quand Michael doit partir en Afghanistan pour une mission de l'ONU, les relations entre les deux frères sont tendues.
Lors de son voyage, Michael est porté disparu, présumé mort. Sarah est épaulée par Jannik qui, contre toute attente, prend en charge la famille. Rapidement, Sarah et Jannik se rapprochent et deviennent très complices. 

## Fiche technique
- Titre : Brothers
- Titre original : Brødre
- Réalisation : Susanne Bier
- Scénario : Susanne Bier et Anders Thomas Jensen
- Production : Peter Aalbæk Jensen, Sisse Graum Olsen, Anna Anthony, Gillian Berrie, Malte Forsell, Aagot Skjeldal et Peter Garde
- Musique : Johan Söderqvist
- Photographie : Morten Søborg
- Montage : Pernille Bech Christensen et Adam Nielsen
- Décors : Viggo Bentzon
- Costumes : Signe Sejlund
- Pays d'origine : Danemark, Royaume-Uni, Norvège, Suède
- Format : Couleurs - 1,85:1 - Dolby Digital - 35 mm
- Genre : Drame, guerre
- Durée : 110 minutes
- Dates de sortie : 27 août 2004 (Danemark), 1er juin 2005 (Belgique), 8 février 2006 (France)

## Distribution
- Connie Nielsen (VF : Anneliese Fromont) : Sarah
- Ulrich Thomsen : Michael
- Nikolaj Lie Kaas : Jannik
- Sarah Juel Werner : Natalia
- Rebecca Løgstrup : Camilla
- Bent Mejding : Henning
- Solbjørg Højfeldt : Else
- Niels Olsen : le colonel Allentoft
- André Babikian : Nadeem
- Lene Maria Christensen : Jeanette
- Tom Mannion : Miles
- Karzan Sherabayani : Makmuhd

## Autour du film
- Le tournage s'est déroulé à Copenhague, de septembre à novembre 2003.
- Un remake américain est sorti en 2009, Brothers de Jim Sheridan, avec Natalie Portman, Tobey Maguire et Jake Gyllenhaal.

## Adaptation en opéra
Un opéra basé sur l'histoire du film par le compositeur islandais Daníel Bjarnason (en) est joué pour la première fois à Aarhus le 16 août 2017. Il s'agit d'une commande du Den Jyske Opera (en). Kerstin Perski écrit le livret et le metteur en scène est Kasper Holten. Pour célébrer Aarhus comme "capitale européenne de la culture 2017", trois spectacles, une comédie musicale, un ballet et un opéra, tous basés sur des films de Susanne Bier ont été commandés et joués au Musikhuset Aarhus (en).

## Récompenses
- Prix de la critique, lors du Festival du film de Hambourg 2004.
- Coquilles d'argent du meilleur acteur (Ulrich Thomsen) et de la meilleure actrice (Connie Nielsen) lors du Festival international du film de Saint-Sébastien 2004.
- Prix du meilleur long métrage de fiction, lors du Festival international de films de femmes de Créteil 2005.
- Nomination au prix du meilleur film, meilleur réalisateur, meilleur scénario, meilleure musique, meilleur acteur (Ulrich Thomsen) et meilleure actrice (Connie Nielsen), lors des Prix du cinéma européen 2005.
- Prix spécial du jury, lors du Festival international du film d'Indianapolis 2005.
- Prix du public et nomination au Grand Prix du Jury, lors du Festival du film de Sundance 2005.